# Міхай Ібраній
Міхай Ібраній (угор. Ibrányi Mihály; 5 грудня 1895, Дебрецен — 19 жовтня 1962, Будапешт) — угорський військовий діяч, фельдмаршал-лейтенант. Кавалер Лицарського хреста Залізного хреста.

## Біографія
Учасник Першої світової війни, після закінчення якої поступив на службу в угорську армію.
В 1942—1943 роках очолював 5-й відділ 2-ї (навчальної) групи Генштабу Угорщини. З 1 серпня 1942 по 10 серпня 1943 року — командир 17-ї легкої дивізії. З 10 серпня 1943 по 1 січня 1944 року — командир 18-ї резервної дивізії, яка діяла на радянсько-німецькому фронті. З 1 січня по 1 липня 1944 року — командир 25-їх піхотної дивізії. З 1 серпня 1944 року — командир 1-ї кавалерійської дивізії (у вересня 1944 року перейменована на 1-шу гусарську). З 17 грудня 1944 року — командир 5-го корпусу. Корпус був розгромлений радянськими військами, після чого 1 березня 1945 року Ібраній був відкликаний з фронту і призначений інспектором піхоти.

## Звання[3]
- Zaszlos (Прапорщик; 1 серпня 1914)
- Hadnagy (Лейтенант; 15 березня 1915)
- Fohadnagy (Старший лейтенант; 1 листопада 1920)
- Szazados (Капітан; 1 листопада 1924)
- Ornagy (Майор; 1 травня 1934)
- Alezredes (Підполковник; 1 листопада 1936)
- Ezredes (Полковник; 1940)
- Vezerornagy (Генерал-майор; 1942)
- Taborhadnagy (Фельдмаршал-лейтенант)

## Нагороди
- Маріанський хрест
- Хрест «За військові заслуги» (Австро-Угорщина) 3-го класу з військовою відзнакою і мечами
- Військовий Хрест Карла
- Медаль «За поранення» (Австро-Угорщина) з однією смугою
- Пам'ятна військова медаль (Угорщина) з мечами
- Пам'ятна військова медаль (Австрія) з мечами
- Угорська бронзова медаль на зеленій стрічці
- Відзнака за вислугу років для офіцерів 3-го і 2-го класу
- Хрест Національної Оборони
- Пам'ятна медаль за визволення Трансильванії
- Орден Заслуг (Угорщина)
  - офіцерський хрест
  - командорський хрест із зіркою
  - командорський хрест із зіркою і мечами
- Почесний знак Німецького Червоного Хреста 1-го класу
- Командор ордена Білої троянди (Фінляндія)
- Залізний хрест 2-го і 1-го класу
- Орден Заслуг німецького орла 1-го класу
- Лицарський хрест Залізного хреста (26 листопада 1944)